# Trigonoceps occipitalis
L'avvoltoio testabianca (Trigonoceps occipitalis (Burchell, 1824)) è un avvoltoio del Vecchio Mondo endemico dell'Africa. Negli ultimi anni le sue popolazioni sono diminuite drasticamente a causa del degrado ambientale e della pratica di avvelenare le carcasse. In passato il genere era più diffuso, come indica il ritrovamento dei resti fossili di una specie affine vissuta sull'isola indonesiana di Flores durante il Pleistocene superiore.

## Descrizione
Quello testabianca è un avvoltoio di medie dimensioni, lungo 72-85 centimetri e con un'apertura alare di 207-230 centimetri. Le femmine pesano in media 4,7 chilogrammi, mentre i maschi sono generalmente più leggeri (4 chilogrammi o meno). Questa specie si differenzia da tutti gli altri avvoltoi africani per presentare un dimorfismo sessuale invertito, con le femmine leggermente più grandi dei maschi.
Ha il becco rosa e una cresta bianca, con le zone prive di piume della testa di colore chiaro. La superficie dorsale è di colore marrone scuro e le timoniere sono nere. Le piume che ricoprono le parti inferiori e le zampe sono bianche, una caratteristica diagnostica usata per il riconoscimento della specie dal basso. La specie si distingue facilmente da tutte le altre specie di avvoltoio per il fatto di avere un piumaggio che presenta un forte contrasto di bianco e nero. I singoli esemplari si possono inoltre identificare in modo affidabile in base al modello unico della colorazione delle copritrici alari mediane.

## Distribuzione e habitat
L'avvoltoio testabianca è ampiamente diffuso in tutta l'Africa subsahariana, da Senegal e Gambia fino alla Somalia e est e a Sudafrica ed eSwatini a sud. A seconda delle località può essere da raro a comune. Ne è stata stimata una popolazione totale di 10500-18750 esemplari, ma stime più recenti a seguito del drastico calo della specie suggeriscono una popolazione di appena 5500 individui. Si stima che in 400 aree protette vi siano 1893 nidi di avvoltoio testabianca: 721 in Africa orientale, 548 in Africa centrale, 468 in Africa meridionale e 156 in Africa occidentale. La specie predilige le aride savane alberate miste di pianura, ma si può incontrare fino a 4000 metri di quota in Etiopia e forse fino a 3000 metri in Kenya, nonché nel paesaggio dominato da acacie spinose del Botswana. Generalmente evita gli insediamenti umani e si ritiene ormai limitato alle aree protette. Ad esempio, la popolazione più numerosa del Sudafrica vive nel parco nazionale Kruger e nelle aree protette limitrofe.

## Biologia
La specie è longeva e sembra essere fedele al territorio in cui risiede stabilmente. Costruisce il nido sugli alberi (soprattutto acacie o baobab). Predilige anche le specie di Senegalia e i nidi vengono posizionati sulla sommità della chioma degli alberi che crescono in zone pianeggianti di bassa quota. Di solito depone un singolo uovo un paio di mesi dopo la fine della stagione delle piogge, quando è in corso la stagione secca. È una specie generalmente solitaria che nidifica in coppie isolate, probabilmente territoriali. Su uno studio condotto su 73 coppie, la produttività media di 55 tentativi di riproduzione è stata di 0,69 pulcini per coppia. Gli avvoltoi testabianca mettono in atto un caratteristico comportamento riproduttivo. Nelle coppie esaminate durante uno studio nel parco nazionale Kruger, l'accoppiamento ha avuto luogo solo nel nido ed è stato descritto come un processo discreto e poco appariscente che dura circa 15-20 secondi. Prima dell'accoppiamento vero e proprio, la femmina rimane in posizione perpendicolare davanti al maschio. Il comportamento di «girare la testa», tipico di altri avvoltoi della sottofamiglia degli Egipiini, non è mai stato osservato. Il richiamo emesso durante l'accoppiamento è insolito e meglio descritto come uno squittio molto profondo, ma più lungo di un grugnito. L'avvoltoio testabianca è prevalentemente un mangiatore di carogne: volando più in basso rispetto ad altri avvoltoi, è spesso la prima specie a presentarsi davanti a una carcassa. Tuttavia, se ne ha l'occasione, si trasforma probabilmente anche in un predatore attivo. Ad esempio, sono stati registrati casi di coppie che hanno catturato una mangusta rossa (Herpestes sanguineus), un varano (Varanus spp.), uno scoiattolo arboricolo (Paraxerus cepapi) e una lepre di boscaglia (Lepus saxatilis). In tre dei quattro casi osservati, è stato evidente un comportamento cooperativo tra i due uccelli, il che lascia ipotizzare che questo comportamento non sia raro. Inoltre, non è mai stato osservato alcun comportamento agonistico durante l'alimentazione, e gli uccelli sembravano abituati e non influenzati dalla presenza di un osservatore. Queste osservazioni suggeriscono che l'avvoltoio testabianca possa essere un predatore facoltativo regolare. Tuttavia, le osservazioni sul campo sono scarse e sono pertanto necessarie ulteriori ricerche per poter affermare questo con certezza.
Inoltre, il campo visivo di questa specie di avvoltoio è più simile a quello di altre specie predatrici, come i rappresentanti del genere Accipiter, che a quello degli avvoltoi del genere Gyps divoratori di carogne, con cui è più strettamente imparentata. Nello specifico, ha un campo binoculare significativamente più ampio (30°, rispetto ai 20° degli avvoltoi del genere Gyps), che si ritiene aiuti a calcolare meglio il tempo per serrare gli artigli, un attributo necessario per poter catturare prede vive.

## Conservazione
Le popolazioni di avvoltoio testabianca sono in calo dall'inizio degli anni '40 e sulla Lista rossa della IUCN del 2007 venne classificato come «vulnerabile». Tuttavia, recenti indicazioni secondo cui la specie sarebbe più rara di quanto si pensasse in precedenza hanno portato a valutarne lo stato di conservazione come «critico» nel 2015.
La specie è minacciata principalmente dalla riduzione della disponibilità di fonti alimentari adeguate (carcasse di ungulati e di altri mammiferi di medie dimensioni) e dalla perdita dell'habitat dovuta all'espansione degli insediamenti urbani e dei campi coltivati. Anche gli avvelenamenti, sia involontari, tramite esche destinate ad altri carnivori quali sciacalli e iene, che volontari (ad opera di bracconieri che cercano di impedire agli avvoltoi di attirare l'attenzione sulle loro uccisioni illegali), costituiscono una seria minaccia. Cause secondarie del suo declino sono le catture per il commercio internazionale dei rapaci e l'utilizzo di parti del corpo nella medicina tradizionale. La specie è altamente sensibile alle attività antropiche e tende ad allontanarsi dagli habitat degradati, il che la spinge a concentrarsi in gran numero nelle aree protette. La potenziale introduzione del farmaco antinfiammatorio Diclofenac, che è risultato letale per tutti i suoi stretti parenti del genere Gyps, che lo ingeriscono consumando le carcasse di bestiame domestico, potrebbe rappresentare una minaccia in futuro.
Il 20 giugno 2019, nel nord del Botswana sono state rinvenute le carcasse di 468 grifoni africani, 17 avvoltoi testabianca, 28 capovaccai pileati, 14 avvoltoi orecchiuti e 10 grifoni del Capo, per un totale di 537 avvoltoi, e di 2 aquile rapaci. Si sospetta che siano morti dopo aver mangiato le carcasse di 3 elefanti avvelenati dai bracconieri, forse per evitare che gli uccelli ne tradissero la presenza, dato che questi aiutano i ranger a monitorare le attività di bracconaggio volteggiando sopra il punto in cui si trovano gli animali uccisi.

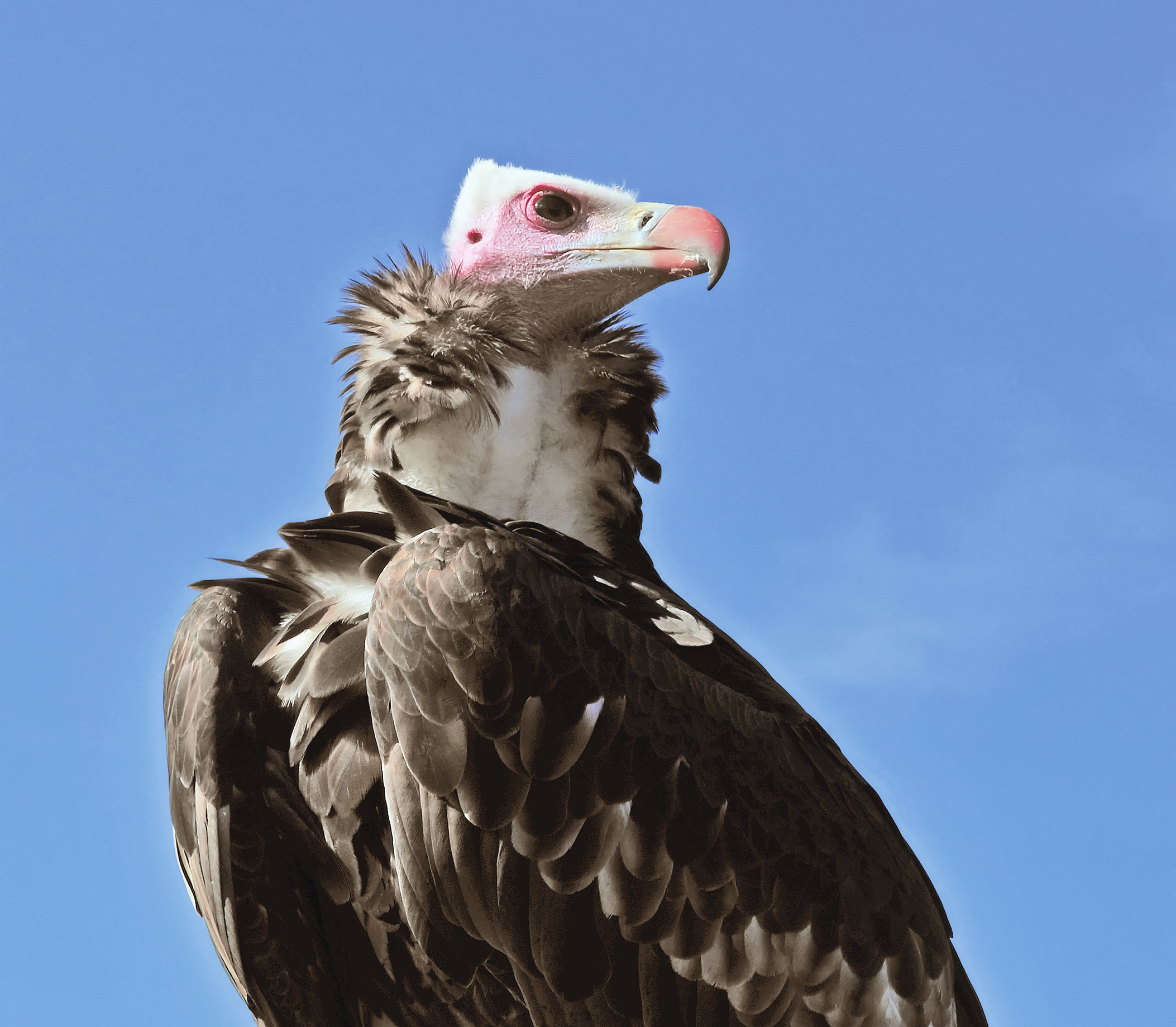
Esemplare all'Adlerwarte Berlebeck (Germania)
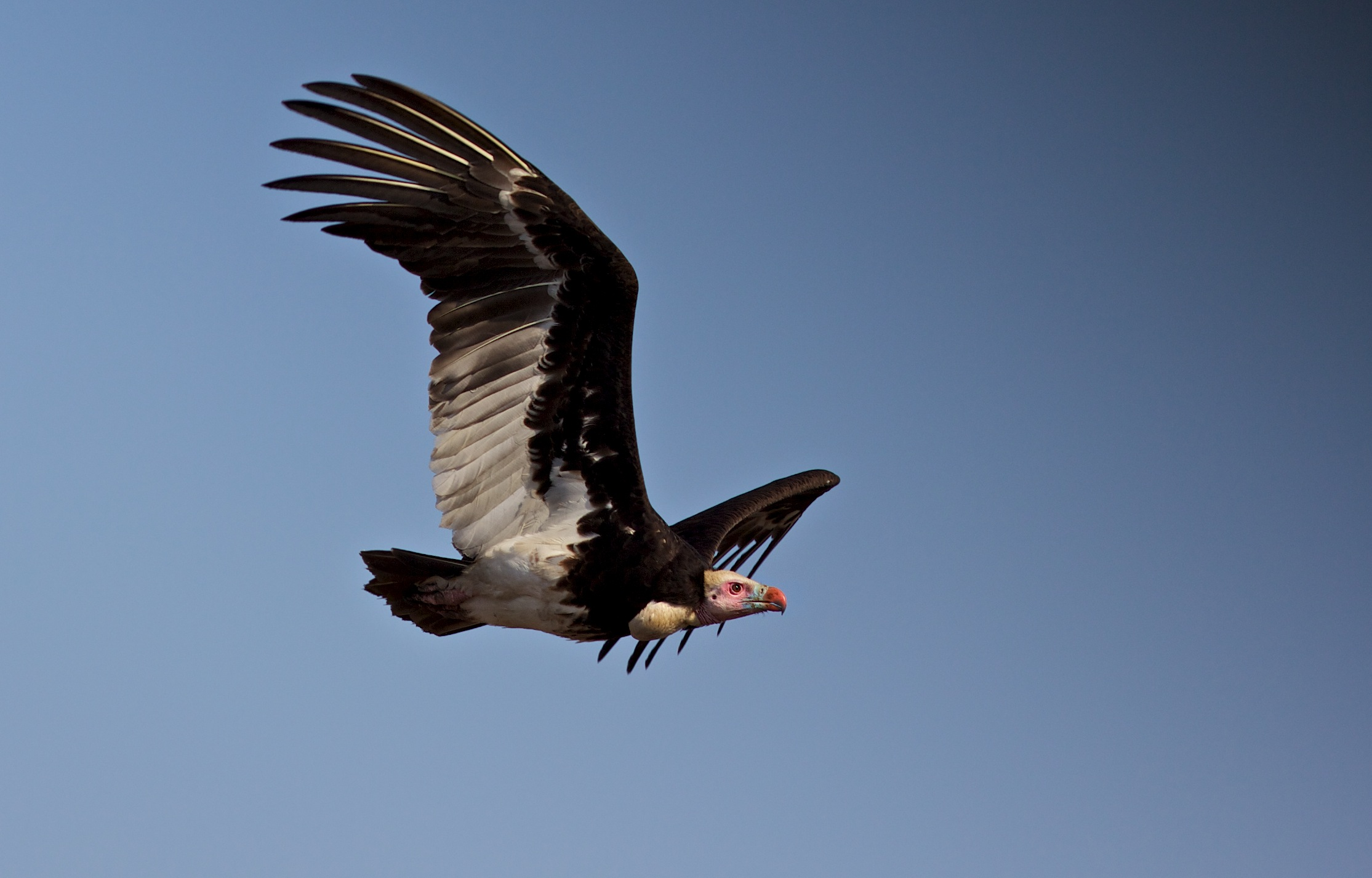
Avvoltoio in volo nel parco nazionale Kruger (Sudafrica)
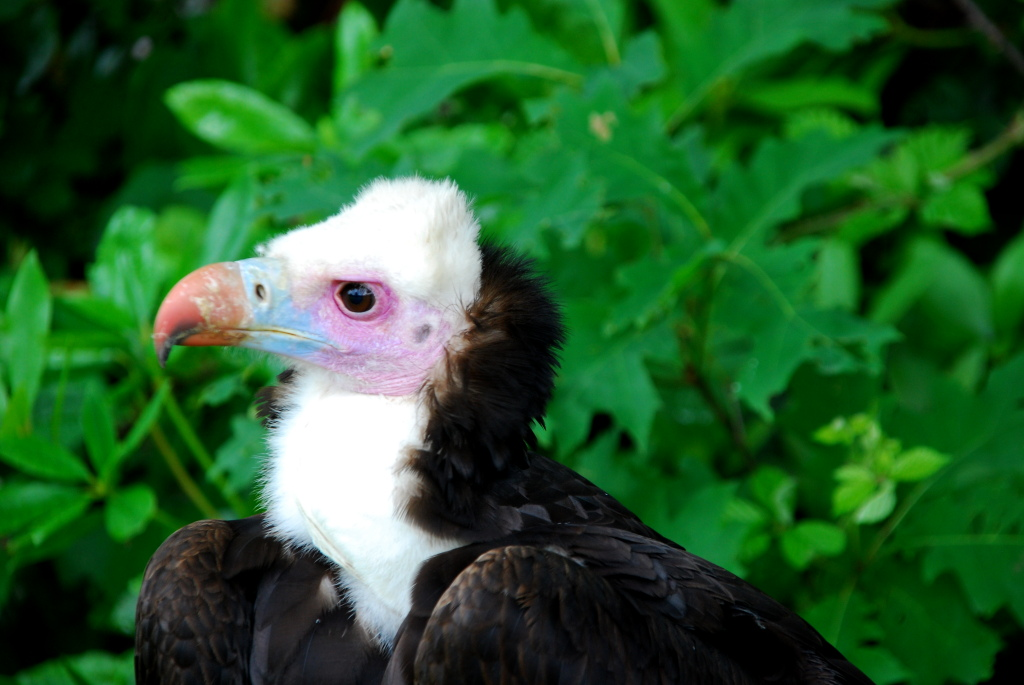
Esemplare al Kasteeltuinen Arcen (Paesi Bassi)
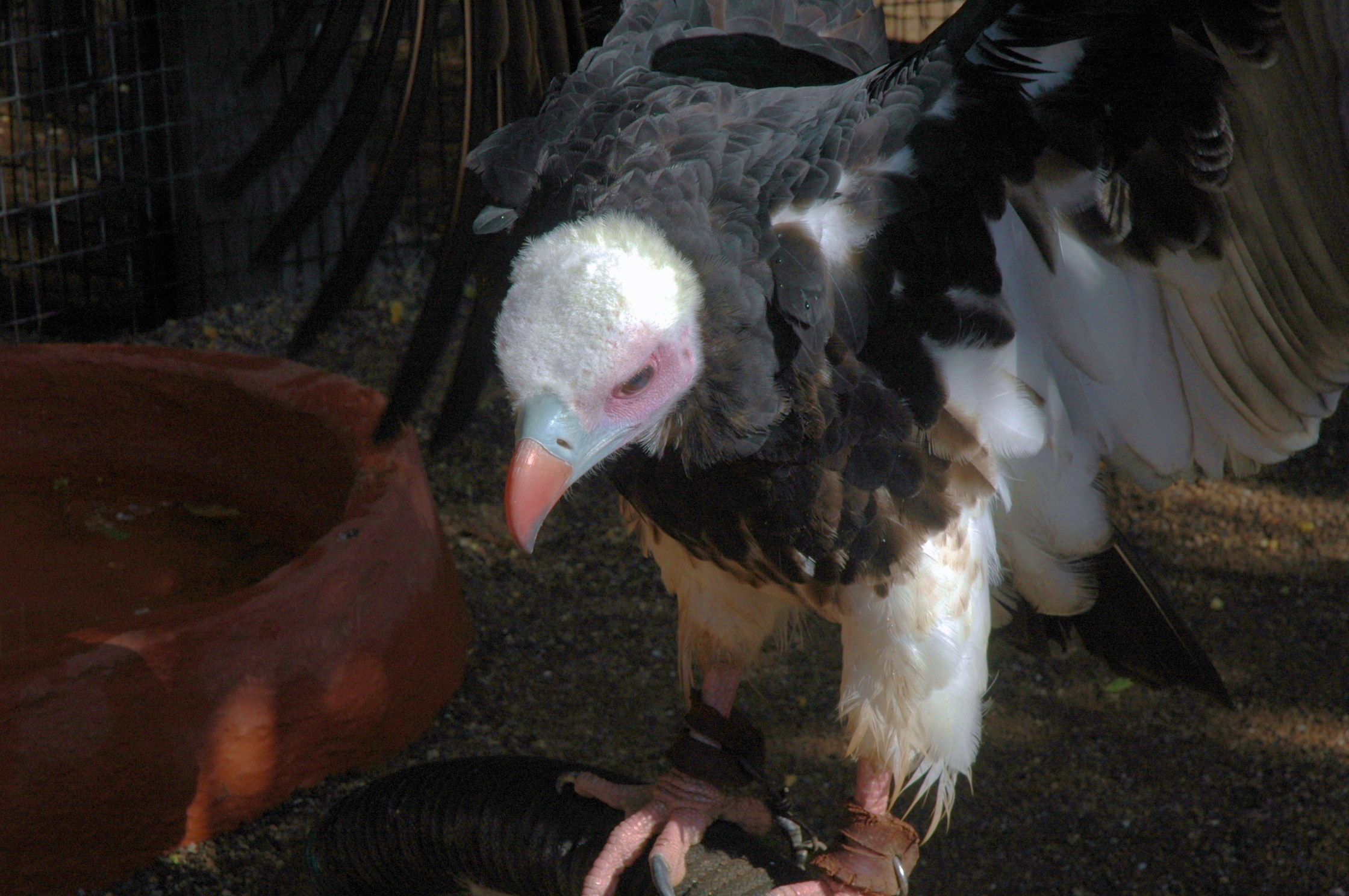
Esemplare al Las Aguilas Jungle Park (Tenerife)